# Округ Макдауел (Северна Каролина)
Макдауел (енгл. McDowell County) је округ у америчкој савезној држави Северна Каролина.

## Демографија
По попису из 2010. године број становника је 44.996, што је 2.845 (6,7%) становника више него 2000. године.
| Група             | 2000.          | 2010.          |
| Белци             | 38.373 (91,0%) | 39.982 (88,9%) |
| Афроамериканци    | 1.753 (4,2%)   | 1.708 (3,8%)   |
| Азијати           | 388 (0,9%)     | 351 (0,8%)     |
| Хиспаноамериканци | 1.214 (2,9%)   | 2.392 (5,3%)   |
| Укупно            | 42.151         | 44.996         |